# Franz Schwarzinger

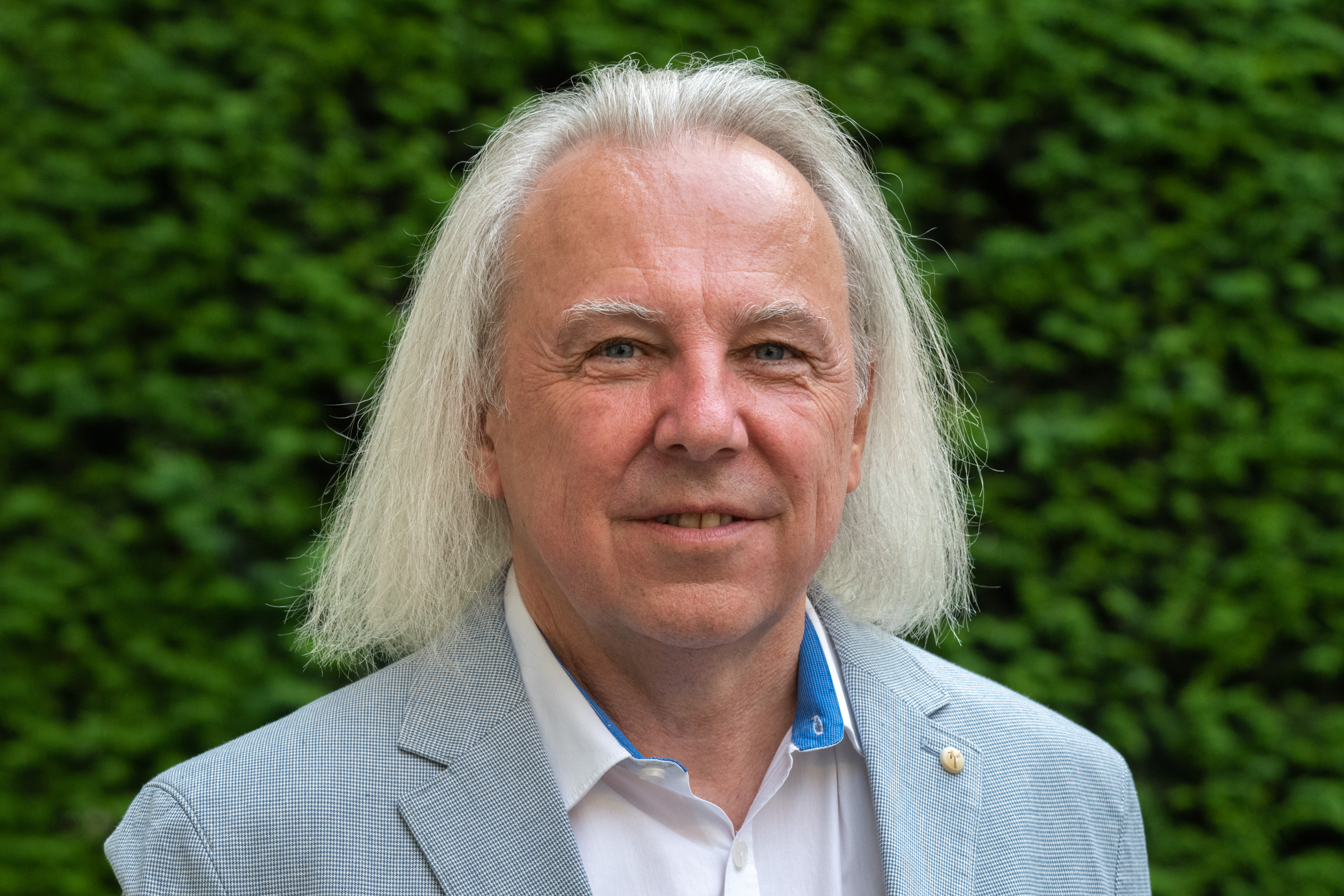
Franz Schwarzinger (2022)

Franz Schwarzinger (* 4. November 1958 in Wien) ist ein österreichischer Zeichner und Maler.

## Leben
Nach der Matura studierte Schwarzinger von 1977 bis 1983 an der Universität für angewandte Kunst in Wien bei Bazon Brock und an der Universität Wien. 2000 Arbeitsaufenthalt in London. 2001 bis 2004 Arbeitsaufenthalte in Berlin. Inzwischen lebt er in Wien und Pressbaum als freier Künstler.

## Rezeption
„Franz Schwarzinger ist auf der einen Seite ein Künstler, bei dem das Menschenbild wirklich zentral ist, andererseits hat er einen Begriff des Menschen, der das Kreatürliche viel weiter versteht als wir das im engeren Sinne der heutigen Gegenwart wahrnehmen ... Er ist der auf der einen Seite einer der ausgewiesen Koloristen, er arbeitet ja fast nur monochrom ... in tiefen metaphysischen Farben, auf der anderen Seite zeichnet er mit dem Pinsel. Das ist eine Tradition die es auch in Österreich gibt ... den zeichnenden Maler ... und das führt eine eigene Leichtigkeit, eine buddhistische, eine hinduistische Leichtigkeit in seine Kunst ein, die mich immer schon fasziniert hat. ...“

(aus TV-Film, 2011, Produktion: Art Movement)

„Franz Schwarzinger gehört in Österreich zu jenen wenigen Künstlern, deren umfangreiches Schaffen weder auf Zeichnung noch auf Malerei reduziert werden kann. Ausgangspunkt seines Oeuvres ist für ihn immer das Zeichnerische, letztendlich die Zeichnung. Aus dieser heraus entwickelt er Bildfindungen, die sich durch die Hybridität von Zeichnung und Malerei auszeichnen. ... Er hat einen Kunstdiskurs entwickelt, der keine technisch-materiellen Trennungen vollzieht und keinen Unterschied der Bildgattungen mehr macht ... Diese Transmedialität ist bestimmendes Charakteristikum seiner Arbeitsweise und Bildlösungen. ...“

(aus TV-Film, 2011, Produktion: Art Movement)

## Auszeichnungen
- 2018 Verleihung des Berufstitels Professor
- 2017 Goldenes Ehrenzeichen für Verdienste um das Bundesland Niederösterreich
- 1989: Förderungspreis des Landes N.Ö.
- 1986: Österreichisches Staatsstipendium für bildende Kunst
- 1984–1985: Romstipendium der Universität für angewandte Kunst
- 1983: Anerkennungspreis des Landes N.Ö.

## Ausstellungen
- Kulturhaus Graz; Künstlerhaus Klagenfurt; Museum des 20. Jhdts., Wien; Secession, Wien; Museum für angewandte Kunst, Wien; Neu Galerie der Stadt Linz; Palais Lichtenstein, Feldkirch
- Keramikmuseum Berlin; Kunstverein Pforzheim; Museum Magdeburg; Kunsthaus Ahrenshoop; Hetjens-Museum / Deutsches Keramikmuseum, Düsseldorf; Museum Rheinsberg
- Museo civico di Brunico, Brunico
- Musee Grobet-Labadie, Marseille
- Museum of Modern Art, Oostende
- Museum voor schone Kunsten, Caermersklooster, Gent
- Museum Of Tolerance, Los Angeles

## Filme
- 2013 „Franz Schwarzinger - Keramik (Kugel)“ & „Franz Schwarzinger - Keramik (Vase)“, 2 Kurzfilme von Felix W. Waiss, Wien/Berlin
- 2011: „Franz Schwarzinger“, Fernsehfilm von Art Movement, OKTO–TV
- 1990: „Franz Schwarzinger - Künstlerlexikon“, Fernsehfilm von Traude Hansen, ORF
- 1989: „Franz Schwarzinger - ein Portrait“, Fernsehfilm von Rudij Bergmann, ARD/Südwestfunk